# Macrocera summatis
Macrocera summatis är en tvåvingeart som beskrevs av John Richard Vockeroth 1976. Macrocera summatis ingår i släktet Macrocera och familjen platthornsmyggor.
Artens utbredningsområde är Sverige. Arten är reproducerande i Sverige. Inga underarter finns listade i Catalogue of Life.